# Safahat
Safahat (Phasen) ist ein Werk von Mehmet Âkif Ersoy (1873–1936), der als einer der letzten klassischen Dichter der türkischen Literatur gilt.

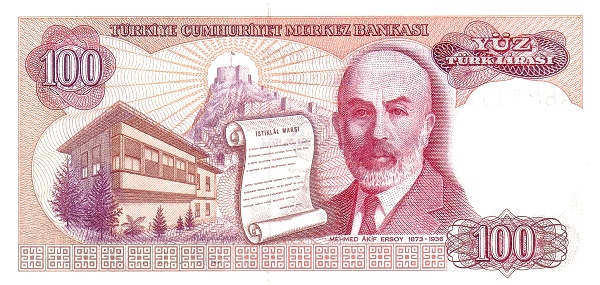
Mehmet Âkif Ersoy auf einer 100-Lira-Banknote

Das Werk mit seinen in der Aruz-Metrik verfassten Versen besteht aus 7 Heften und umfasst 11.240 Verse und 108 verschiedene Gedichte. Diese 7 Bücher sind: Safahat (1911), Süleymaniye Kürsüsünde (1912), Hakkın Sesleri (1913), Fatih Kürsüsünde (1914), Hatıralar (1917), Asım (1924), Gölgeler (1933).
Der Dichter verarbeitet darin seine Erlebnisse aus der Zeit des Balkankrieges und des Unabhängigkeitskrieges.
Die Gedichte wurden während der Jahre 1918–1933 geschrieben.
Sie fanden beispielsweise Aufnahme in der staatlichen Leseempfehlungsliste der „100 grundlegenden Werke“.
Eine kleine deutsche Auswahlübersetzung wurde innerhalb des TEDA-Projektes durch das Kulturministerium der Türkei vorbereitet.